# Alessandro Scottà
Alessandro Scottà (Vittorio Veneto, 23 marzo 1969) è un ex sciatore freestyle italiano.

## Biografia
Nato a Vittorio Veneto, in provincia di Treviso, nel 1969, a 24 anni ha partecipato ai Giochi olimpici di Lillehammer 1994, nella gara di salti, concludendo le qualificazioni al 21º posto, con 149.34 punti, non riuscendo ad arrivare in finale, alla quale accedevano i primi 12.
Nel 1995 ha preso parte ai Mondiali di La Clusaz, in Francia, arrivando anche in questo caso 21° nei salti.
Anche due anni dopo, a Nagano, in Giappone, ha partecipato alla gara iridata di salti, terminando 17°.